# Q版

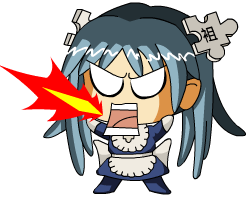
Q版示例

版（版又被稱為，可愛版）是一種刻意裝作可愛的包裝手法，為頭大身體短的頭身設計。又稱為，這個說法源於《SD GUNDAM系列》。

## 歷史
最早見於玩具、漫畫，源襲日本風氣。自1980年代至1990年代在香港、台灣興起，大量運用於流行產品元素中。
2006年，中國出現文學作品以版人物封面包裝歷史書籍及名著故事，一度引起爭議。
2009年台北聽障奧運中，開幕表演中，臺灣傳統陣頭七爺、八爺、三太子被改裝為版形象登上國際舞台。

以可愛版風格繪製的獸耳角色示例

### 引用
1. ↑  鍾世傑. . 香港01. 2018-06-30  [2022-03-16]. （原始内容存档于2022-03-16） （中文（香港））.